# 邦妮·雷特
邦妮·雷特（英語：Bonnie Raitt，1949年11月8日—）全名為邦妮·林恩·雷特（Bonnie Lynn Raitt）是美國藍調女歌手和創作歌手，除了音樂家的身份，她曾積極參與政治活動、反核能運動、環境保護組織，還為2004年東南亞海嘯救災工作捐贈歌曲的CD收入，還有兒童福利、教會基金等社會福利服務貢獻自己。 
邦妮·雷特在1970年代發行了一系列的美國音樂的根源音樂專輯，融入了藍調、搖滾樂、民間音樂、鄉村音樂等元素。經過幾年的廣受好評，但商業上卻沒有多大的成功。終於在1989年的專輯《Nick of Time》上大受歡迎，接下來在1991年的專輯《Luck of the Draw》和1994年的專輯《Longing in Their Hearts》都有美國唱片業協會多白金的認證，在榜單上也有很好的成績。其中有好幾首熱門單曲，像是《有話要說》和《愛偷偷靠過你》以及有民謠風的《我不能讓你愛上我》(有Bruce Hornsby鋼琴伴奏)。
2023年以《Just Like That》獲得第65屆葛萊美獎年度歌曲獎。

## 榮譽
- 邦妮·雷特共獲得13項葛萊美獎。
- 滾石雜誌選為史上最偉大100位歌手的第50位。[1]
- 滾石雜誌史上最偉大一百名吉他手的第89名。[2]
- 2000年3月，邦妮·雷特入選了搖滾名人堂在俄亥俄州克里夫蘭市。
- 2002年3月19日，因其對唱片行業的貢獻而獲得好萊塢星光大道的一顆星星，位於1750 N. Vine Street街。

## 唱片
- 1971: Bonnie Raitt
- 1972: Give It Up
- 1973: Takin' My Time
- 1974: Streetlights
- 1975: Home Plate
- 1977: Sweet Forgiveness
- 1979: The Glow
- 1982: Green Light
- 1986: Nine Lives
- 1989: Nick of Time
- 1991: Luck of the Draw
- 1994: Longing in Their Hearts
- 1998: Fundamental
- 2002: Silver Lining
- 2005: Souls Alike
- 2012: Slipstream
- 2016: Dig in Deep

## 外部連結
- 官方网站
- 《大英百科全书》中的条目：邦妮·雷特（英文）
- Allmusic Guide Profile
- Bonnie's Pride and Joy